# Hiroki Sugajima
Hiroki Sugajima (菅嶋 弘希 Sugajima Hiroki?, nacido el 11 de mayo de 1995 en Tokio) es un futbolista japonés que se desempeña como delantero.

## Trayectoria

### Clubes
| Club             | País  | Año         |
| ---------------- | ----- | ----------- |
| Tokyo Verdy      | Japón | 2014 -      |
| JEF United Chiba | Japón | 2016 - 2017 |

## Estadística de carrera

### J. League
| Club             | Año   | J. League | J. League | Copa J. League | Copa J. League | Total | Total |
| Club             | Año   | Part.     | Goles     | Part.          | Goles          | Part. | Goles |
| ---------------- | ----- | --------- | --------- | -------------- | -------------- | ----- | ----- |
| Tokyo Verdy      | 2014  | 21        | 0         | -              | -              | 21    | 0     |
| Tokyo Verdy      | 2015  | 8         | 0         | -              | -              | 8     | 0     |
| JEF United Chiba | 2016  | 11        | 0         | -              | -              | 11    | 0     |
| JEF United Chiba | 2017  | 6         | 0         | -              | -              | 6     | 0     |
| Total            | Total | 46        | 0         | 0              | 0              | 46    | 0     |